# Saint-Amour (Weinbaugebiet)

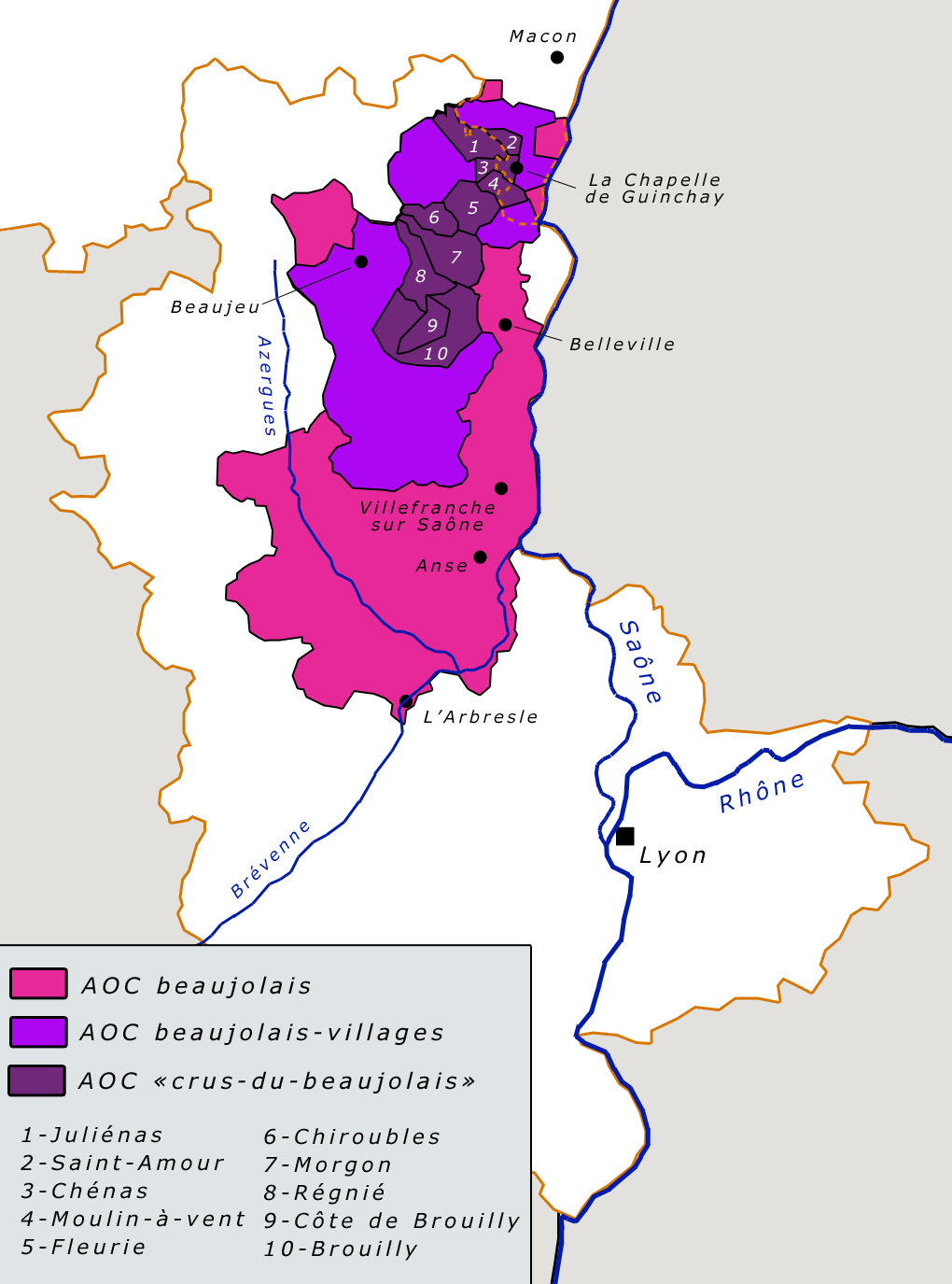
Übersichtskarte des Weinbaugebiets Beaujolais inklusive der zehn Crus

Das französische Weinbaugebiet Saint-Amour ist eines der zehn Crus des Beaujolais. Das Gebiet erhielt am 8. Februar 1946 den Status einer Appellation d’Origine Contrôlée (kurz AOC). Die 317 Hektar Rebfläche liegen auf dem Gemeinde-Gebiet von Saint Amour-Bellevue im Département Saône-et-Loire. Die Zone ist die nördlichste aller Beaujolais-Crus und grenzt unmittelbar an das Gebiet des Mâconnais. Sie liegt auf einer Höhe von bis zu 305 m ca. 12 km südwestlich von der Stadt Mâcon.
Saint-Amour heißt frei übersetzt Heilige Liebe. Der Name geht auf einen römischen Soldaten namens Amor zurück, der im Jahr 286 in Saint-Maurice im Wallis nur knapp einem Massaker entging und viele seiner Begleiter verlor. Die Gruppe hatte sich geweigert, gegen Christen aufzuziehen. Er flüchtete nach Gallien und ließ sich im Beaujolais nieder, wo er als Missionar tätig war.
In der Region entstehen Rotweine aus der Rebsorte Gamay, die recht kräftig sind. Die Weine werden mit der traditionelle Kohlensäure-Maischung bereitet. Diese Methode der Weinherstellung ist langsam und eignet sich nicht zur Herstellung von Beaujolais Nouveau, ergibt aber deutlich bessere Weine.
Die Weine sollten 3–5 Jahre nach der Ernte getrunken werden. Eine gute Trinktemperatur liegt bei 14 °C. Einige Winzer bevorzugen jedoch noch immer einen leichten Wein, der binnen 12–15 Monaten nach der Ernte getrunken werden sollte.
Die Rebflächen liegen auf tiefgründigem, lehmhaltigem Boden, der mit Granitkiesel durchsetzt ist. Da das Gebiet auf der Übergangszone zwischen Beaujolais und Mâconnais liegt, dürfen einige Weine auch als Macon-Villages verkauft werden.
Die Gemeinde hat 1965 im Weiler Plâtre-Durand einen Verkaufsraum eingerichtet, in dem verschiedenste Weine der Region verkostet und gekauft werden können.
Die anderen Beaujolais-Cru-Weine sind Brouilly, Chénas, Chiroubles, Côte de Brouilly, Fleurie, Juliénas, Moulin à Vent, Morgon und Régnié.